# Eugène Galien-Laloue

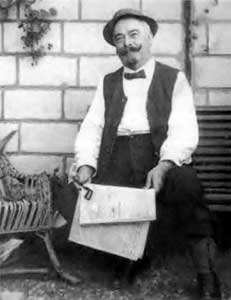
Eugène Galien-Laloue rond 1920

Eugène Galien-Laloue (Parijs, 11 december 1854 - Chérence, 18 april 1941) was een Frans kunstschilder en aquarellist. Hij werd vooral bekend door zijn stadsgezichten van Parijs.

## Leven en werk
Galien-Laloue was de oudste uit een gezin met negen zonen. Toen hij vijftien was overleed zijn vader, die ook kunstschilder was. Hij verliet school en begon te werken bij een notaris. In 1871 vervulde hij zijn dienstplicht tijdens de Frans-Duitse Oorlog. Uiteindelijk zou hij net als zijn vader kiezen voor het schildersvak. In 1874 nam hij een betrekking aan als tekenaar voor de Franse Spoorwegen en leerde zo het Franse landschap kennen. In 1876 en 1877 exposeerde hij reeds zijn eerste werken.
Galien-Laloue schilderde met name in de begintijd van zijn carrière veel landschappen en havengezichten, maar zou uiteindelijk vooral naam maken met zijn door het impressionisme beïnvloedde stadsgezichten van Parijs. Van het einde van de negentiende eeuw tot kort voor zijn dood in 1941, zou hij talloze straatbeelden van de Franse hoofdstad schilderen, die daarmee een uniek tijdsbeeld schetsen van haar ontwikkeling, onder meer met de opkomende automobielen en omnibussen. Galien-Laloue werkte doorgaans op klein formaat, enigszins schetsmatig en vaak ook in gouache. Hij besteedde veel aandacht aan sfeer en werd geroemd om zijn vaardige weergave van luchten bij verschillende weers- en seizoensomstandigheden, of bij bepaalde momenten van de dag. Zijn werk was bijzonder populair bij Britse en Amerikaanse bezoekers van Parijs en is in de Verenigde Staten nog steeds gewild onder verzamelaars.
Omdat Galien-Laloue een exclusief contract had met een Parijse galerie werkte hij ook regelmatig onder pseudoniem, om daaraan te ontkomen. Hij was getrouwd met Flore Bardin (1861-1887), met wie hij een zoon had. Toen hij na het begin van de Tweede Wereldoorlog Parijs ontvluchtte brak hij een arm, waarna hij definitief stopte met schilderen. Een jaar later overleed hij op 86-jarige leeftijd.

## Galerij

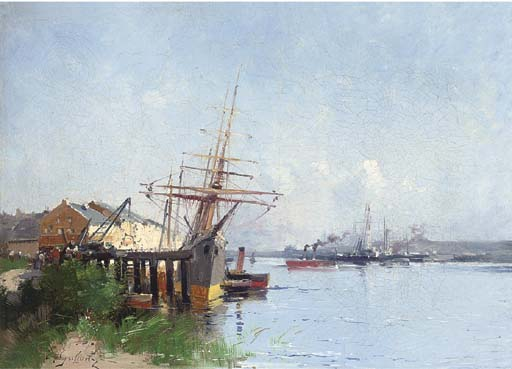
Havenscène
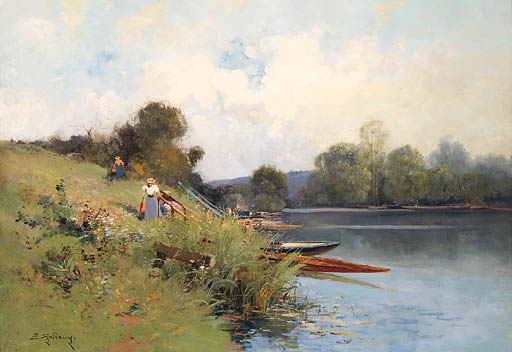
Aan de rivieroever
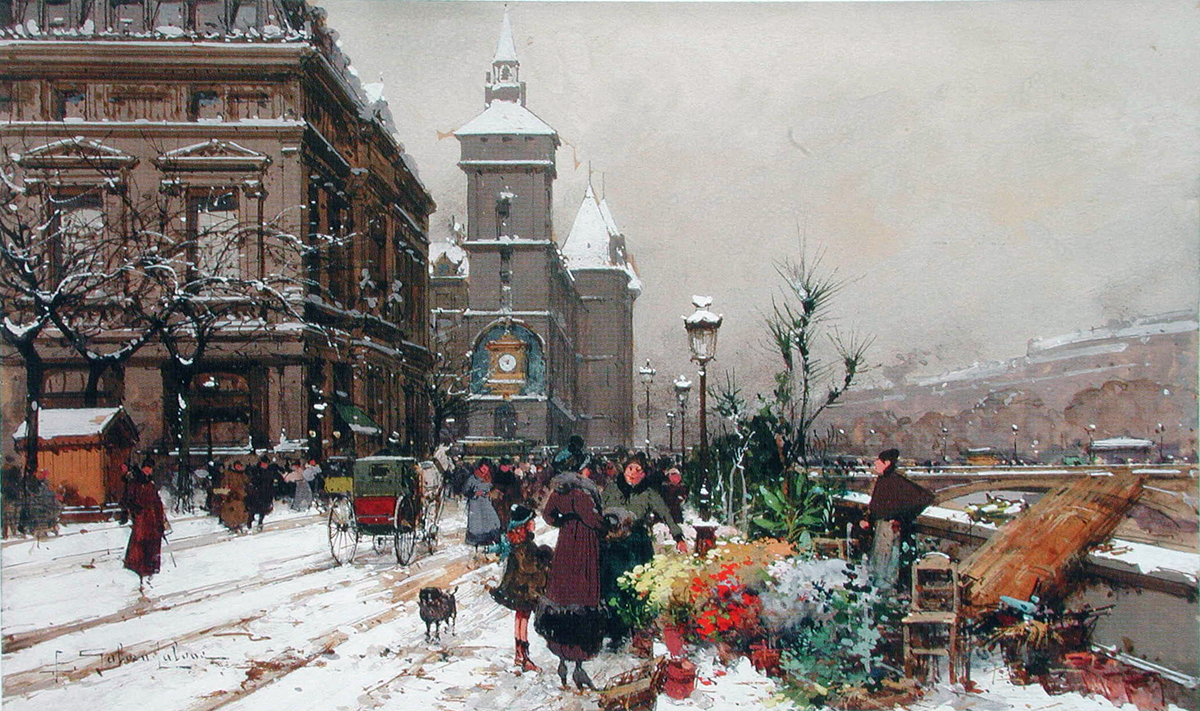
Kadegezicht
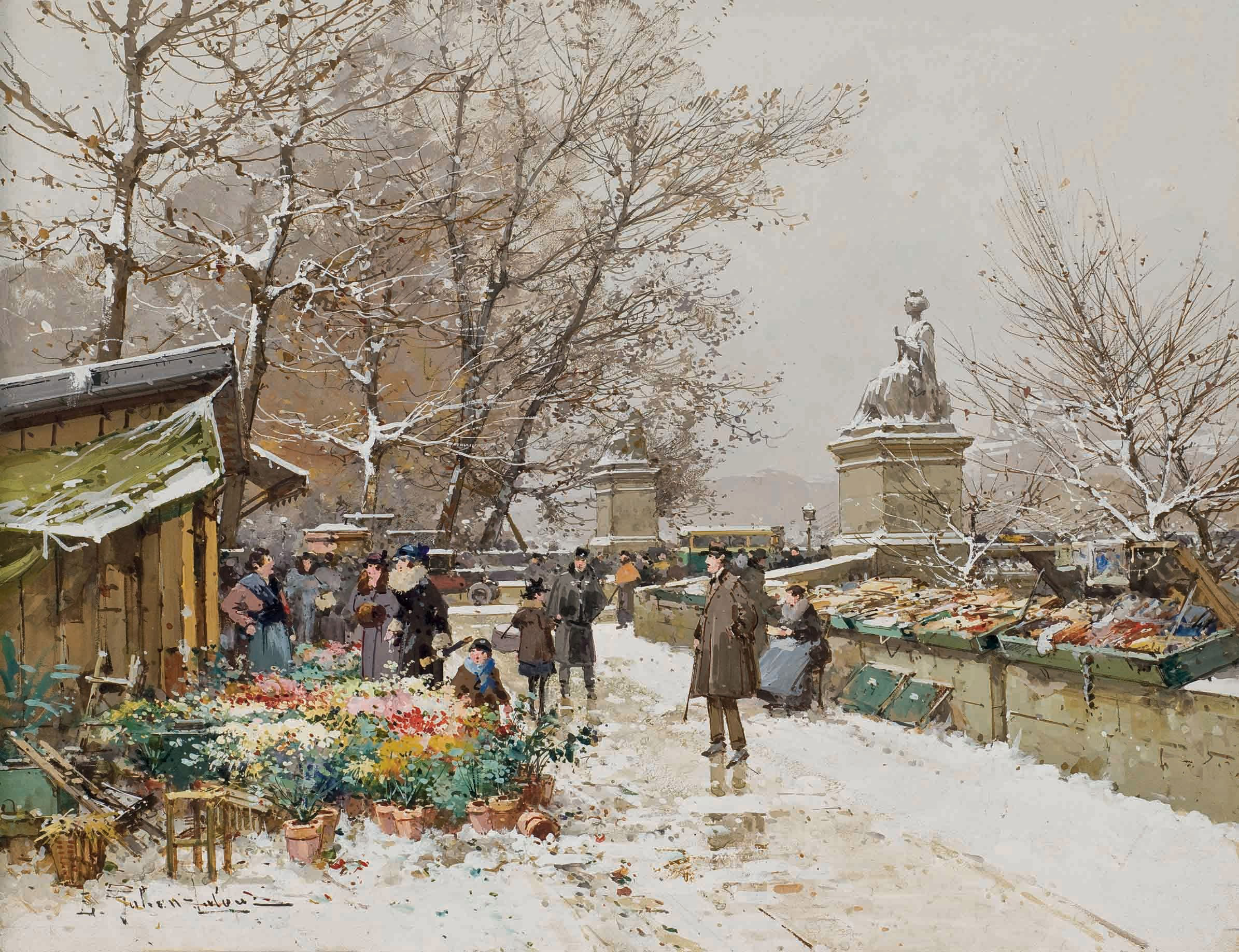
Een hoek aan de kade
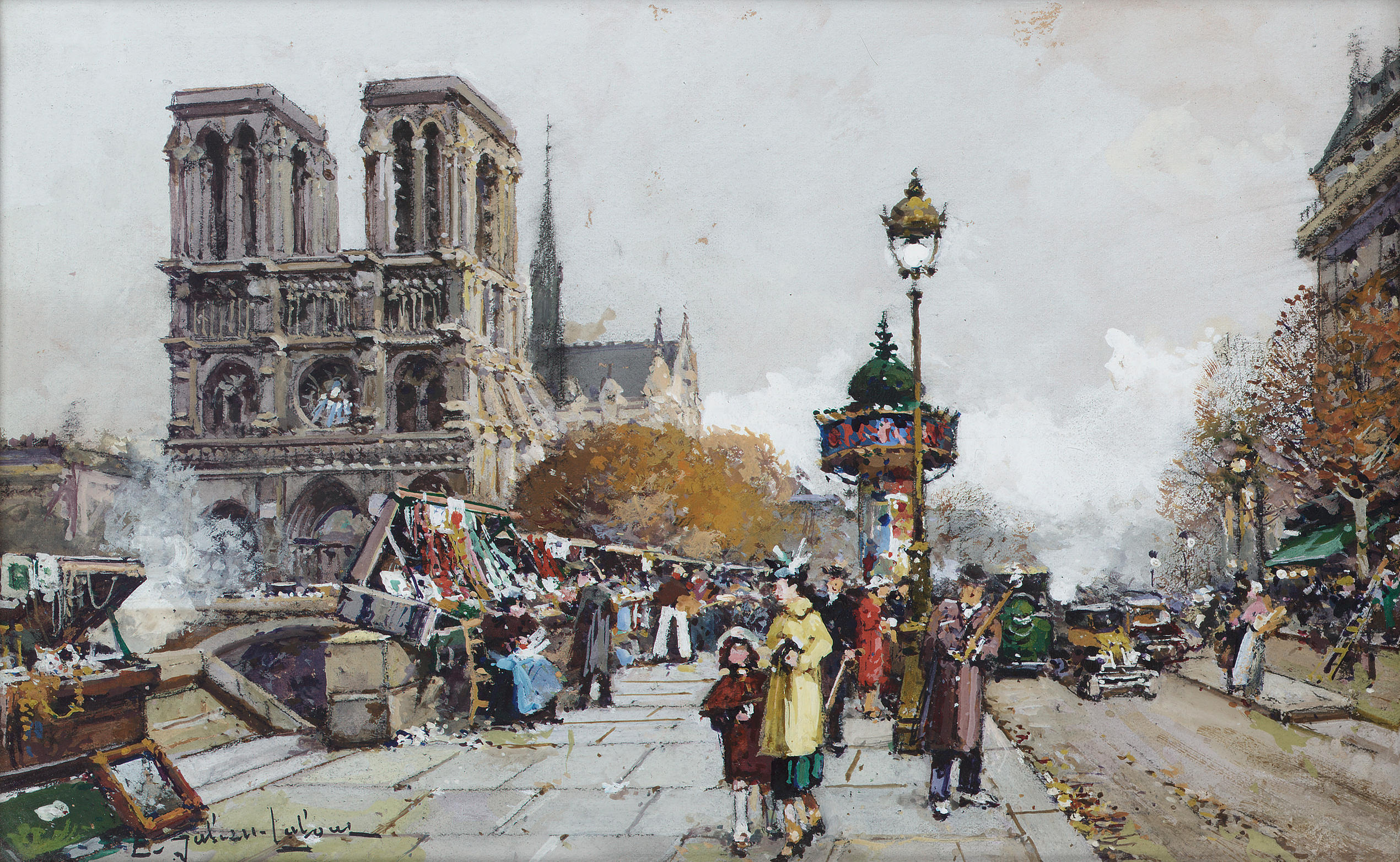
Notre-Dame vanaf Quai Saint-Michel
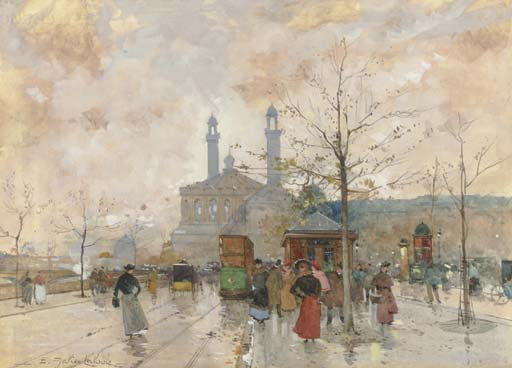
Place des Invalides
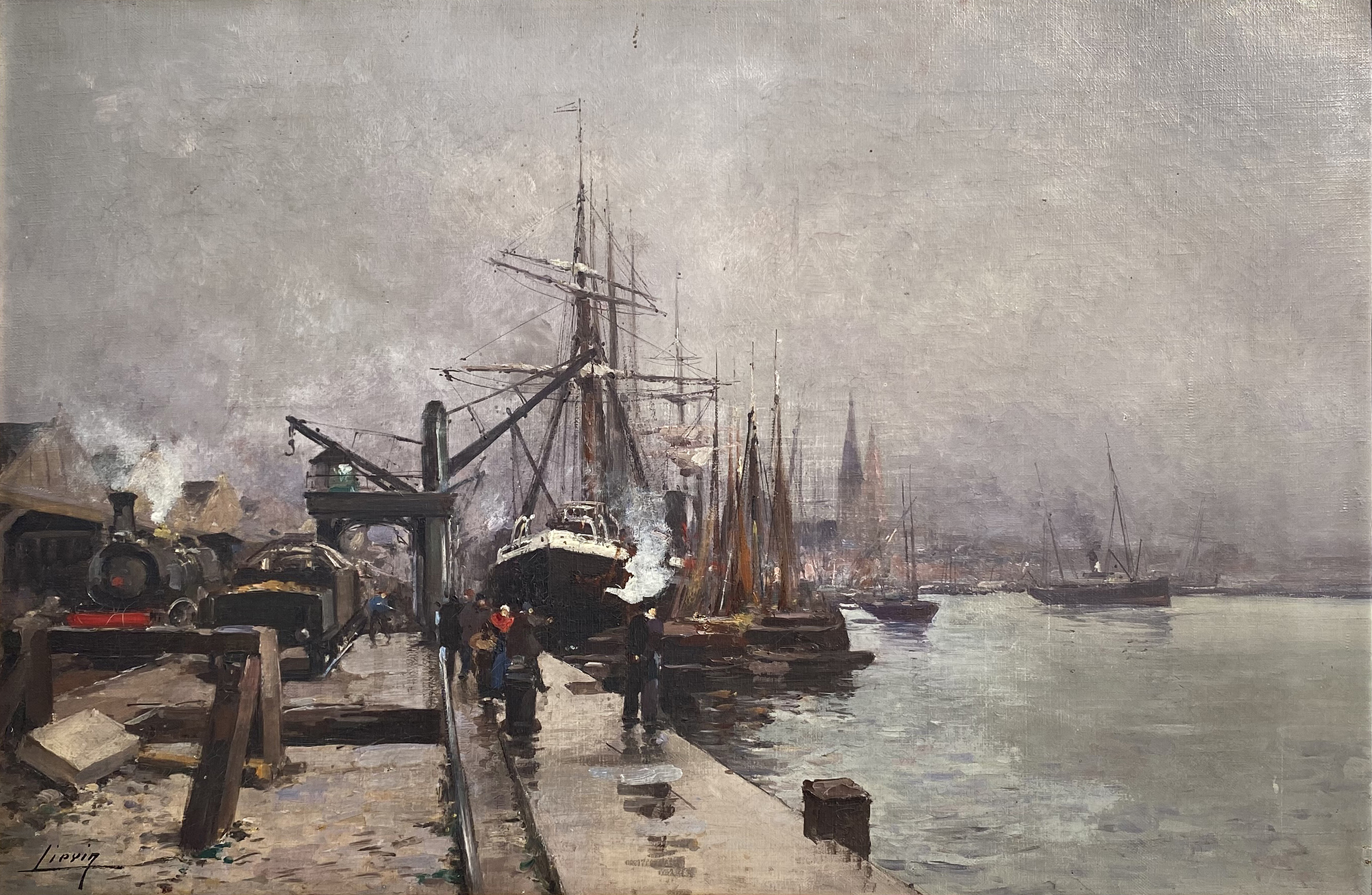
Dans le port d'hiver
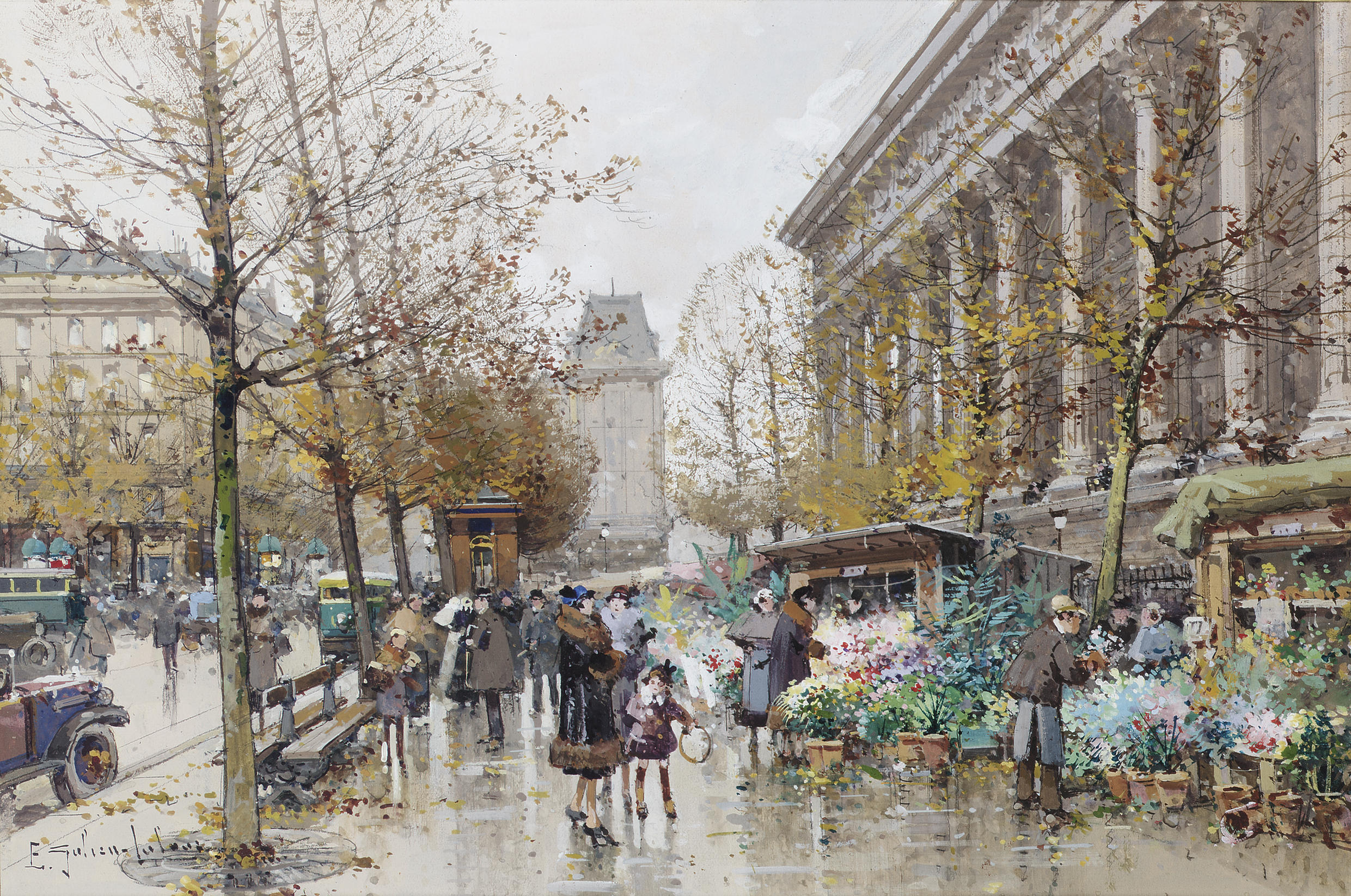
Le marché aux fleurs
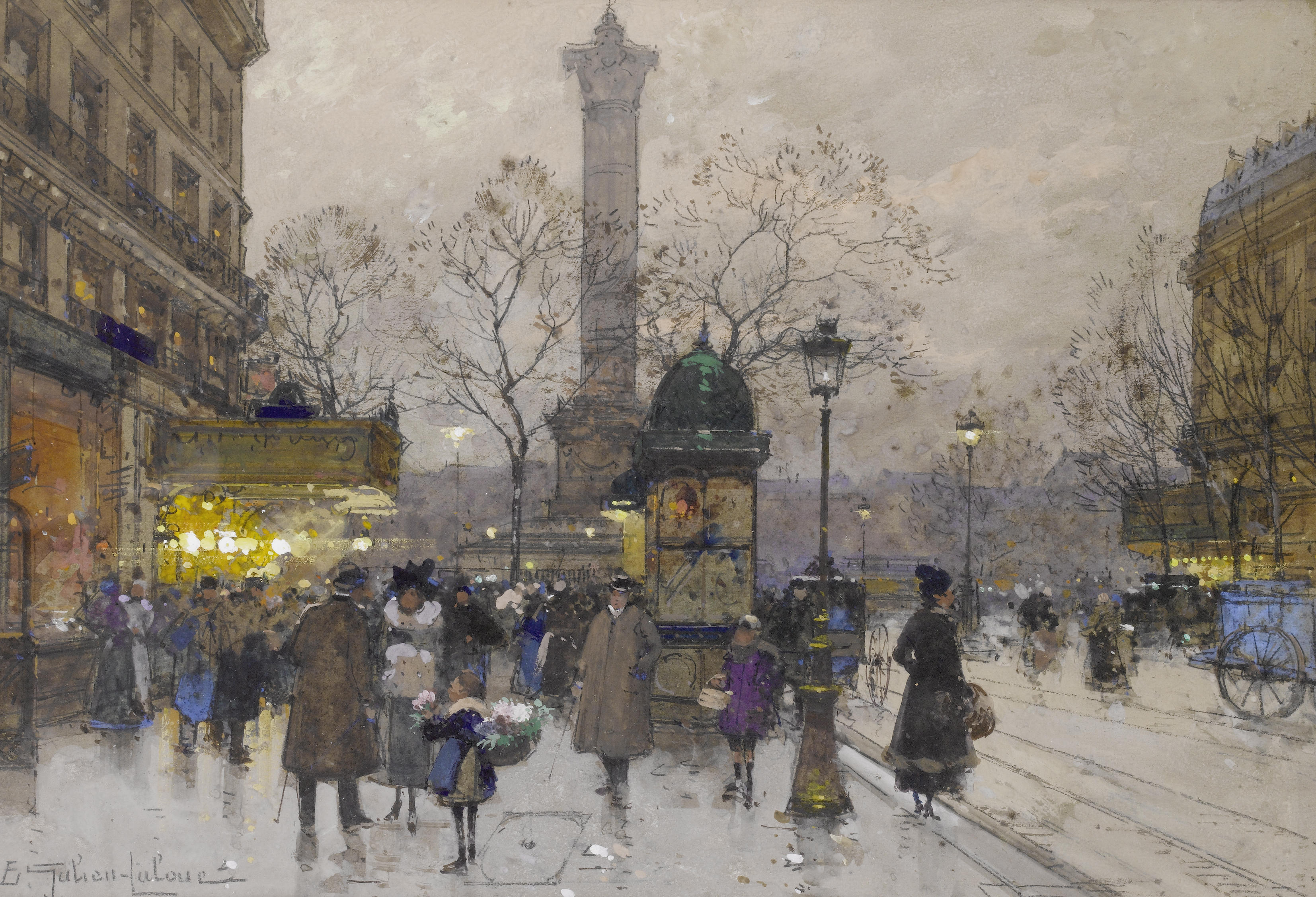
Place de la Bastille
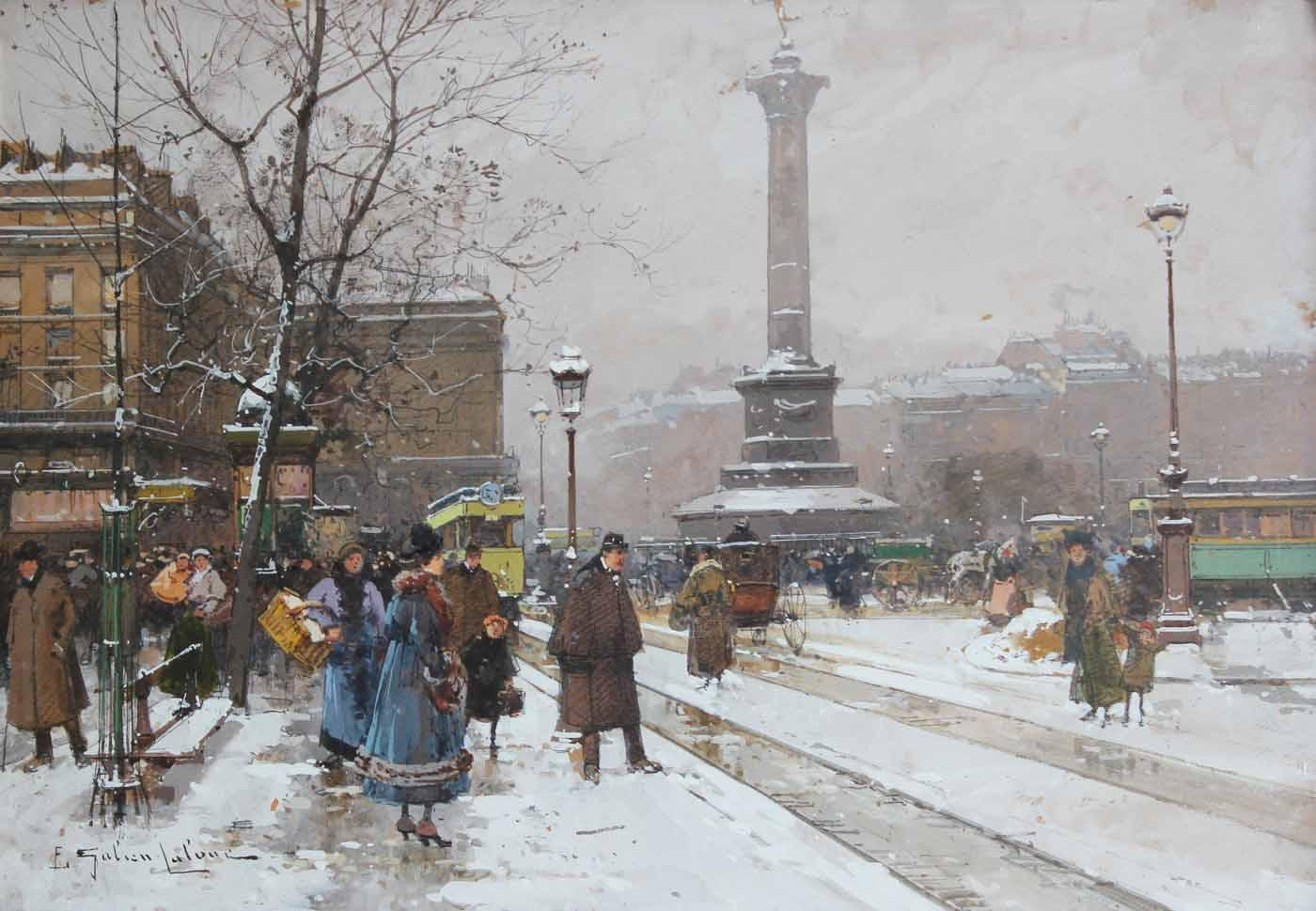
Place de la Bastille
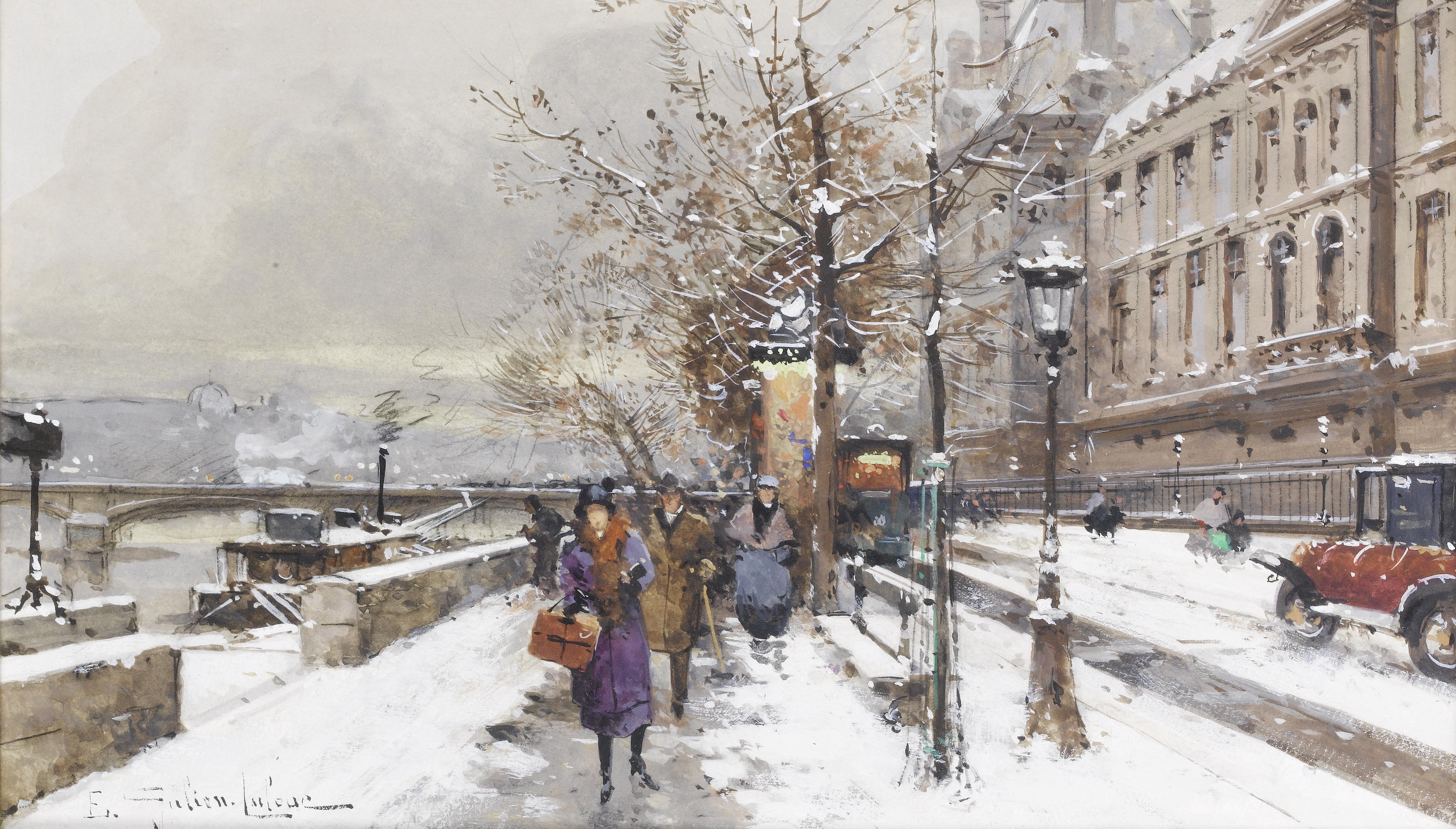
Quai d'Orsay
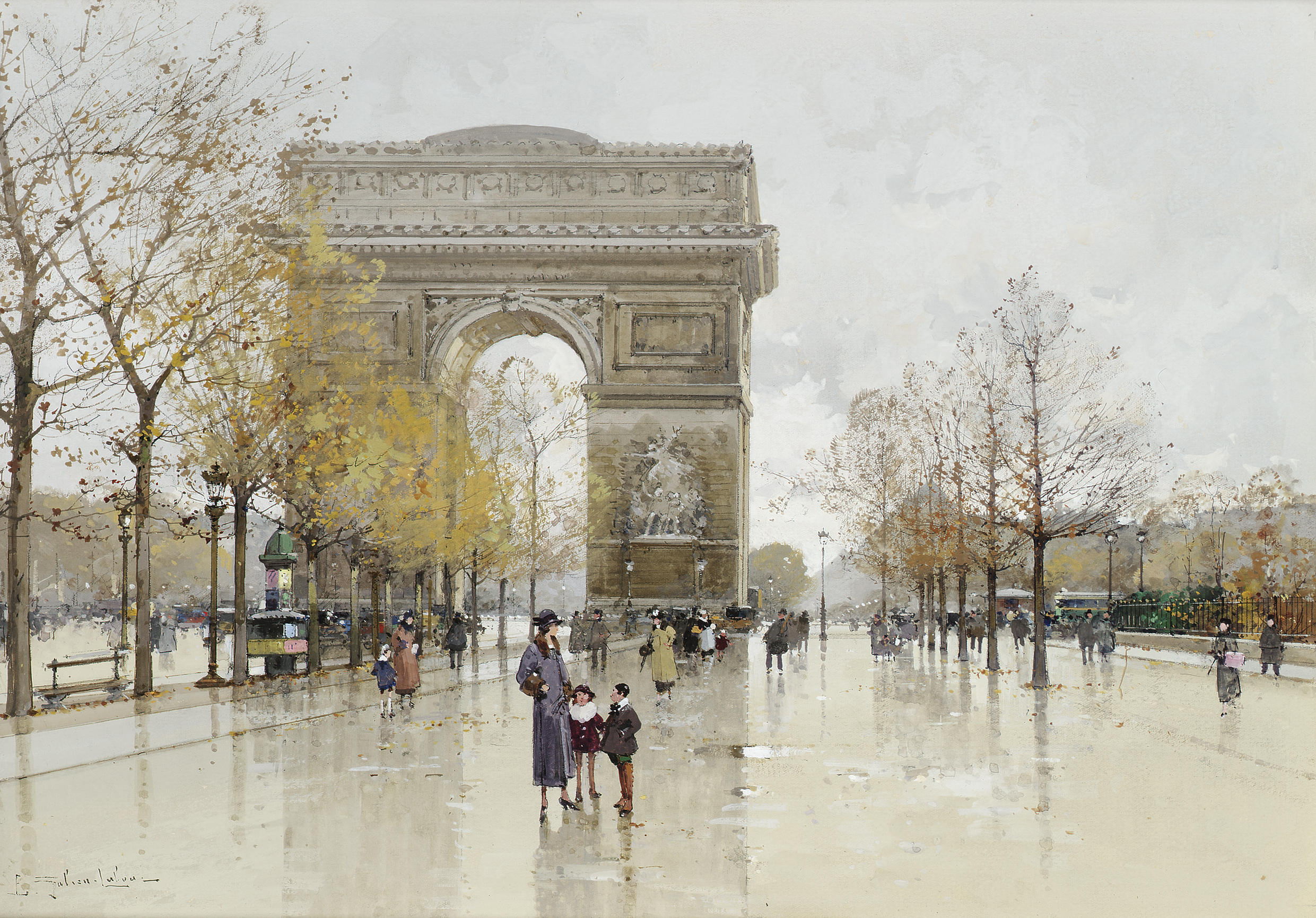
Arc de Triomphe